# 東北本線 (タイ)
東北本線（とうほくほんせん、タイ語: ทางรถไฟสายตะวันออกเฉียงเหนือ）は、タイ王国の鉄道でありフアランポーン駅とノーンカーイ駅(621.10 km)間を結ぶ鉄道路線である。登記上の正式線名はバーンパーチー=ノーンカーイ線という。タノンチラ分岐駅-ウボンラーチャターニー駅(308.82 km)間の支線（タノンチラ=ウボンラーチャターニー線）と、ケンコーイ分岐駅-ブワヤイ分岐駅間のバイパス副線（ケンコーイ=ブワヤイ線）を有する。
当記事では上記バイパス副線、並びにラオス・タイ鉄道も併せて述べる。

## 概要
1897年3月26日、タイ官営鉄道最初の開通区間であるフアランポーン駅-アユタヤ駅間が開業した。複数回の延伸を重ね、1900年12月21日にナコンラチャシーマ駅までの路線が完成した。1930年4月1日、支線のウボンラーチャターニー線が開業し、1958年7月31日、ノーンカーイ駅まで開通した。
ラオス方面には、ラオス・タイ鉄道として2009年3月5日にノーンカーイ駅からターナレーン駅まで開通した。2023年10月30日にヴィエンチャン駅まで延伸工事が完成し、翌2024年4月には旅客輸送の開始、同時にバンコクとの直通列車運行が予定され、同年7月に営業開始した。
東北本線の基幹路線は、バーンパーチー分岐駅-ナコンラーチャシーマ駅-ノーンカーイ駅の区間であるが、沿線人口は支線のタノンチラ=ウボンラーチャターニー線の方がはるかに多く、全線開業も1930年と早く、運行列車本数も同支線の方が圧倒的に多い。この背景には、同支線の沿線がカンボジア、ラオスと国境を接しており、終点のウボンラーチャターニーが当時フランスの植民地であったインドシナ（仏印）への玄関口として国策的に開発された前線モデル都市であったという経緯がある。また、同支線はインドシナ戦争期における国防意識の高まりも助けて、本線（ナコンラーチャシーマ以北のノーンカーイ方面）よりも早くから線路規格の近代化が進められてきた。
一方、本線であるノーンカーイ方面は1940年代以後に順次延伸し、ノーンカーイまでの開通は1958年7月31日と遅い。沿線は人口が希薄で、近年まではタイにおける最貧地帯という汚名を着せられてきた地域である。そのため設備の近代化も大幅に遅れ、バンコクとウドーンターニー、ノーンカーイ方面を結ぶ列車は廉価で利用できる座席夜行列車が主体で、旅行者にとっても決して便利なものとは言えなかった。（現在は富裕層と外国人旅行者を主な対象とした全車エアコン付き寝台急行列車が設定されている）
しかし、終点のノーンカーイはメコン川を隔てて、ラオスの首都、ヴィエンチャンにほど近く、両国の歴史的、地理的な関係の深さからも国際交易上の主要な都市として位置づけられているほか、コーンケンはタナラット政権下で農村近代化のモデル都市として開発されるなど、ノーンカーイ方面を結ぶ本線はラオスとの交易や東北北部の近代化事業という国策上、北本線に次ぐタイ第2の幹線として位置づけられている。（将来的にはラオスを介してベトナムまで線路を延伸する計画がある）
2012年7月現在、ナコンラーチャシーマ-ノーンカーイ間で支線区と同等の線路規格に改良するべく、路盤改良工事、プラットホーム高床化が進行中である。
フアランポーン駅-ウボンラーチャターニー駅間に運転される寝台急行第67, 68列車には、JR西日本から譲渡された14系寝台客車が2両連結されていたが、2012年頃から在来車に変更された。
バーンパイ駅からマハーサーラカーム、ローイエット、ムックダーハーンを経由し、東北部ラオス国境のナコーンパノム県を結ぶ全長355 kmの支線建設が承認され、2025年開通予定とも伝えられたが、2021年に入札が成立した時点では2028年頃の完成と報じられている。
バンコク-ノンカーイ間の高速鉄道建設が進められており、先行開業区間のナコンラーチャシーマ以南については、その経路の多くが当線に隣接するよう設計されている。2030年（仏暦2573年）頃完成の見込み。
2024年に開通したパーサデットトンネル(全長 5.41 km)は、タイ国内における鉄道トンネルの最長記録を更新した。2025年3月現在、本トンネルの開通により、周辺の2駅を含む旧線区間は臨時旅客列車と貨物列車のみが経由するよう改められている。

## 運行形態
前述の通り、北本線に乗り入れバンコクへ直通する優等列車が設定されている。2025年2月現在の定期旅客列車について以下に示す。
- ウボンラーチャターニー方面

特急2往復（昼行、夜行）、急行1往復（昼行）、快速3往復（昼1、夜2）
- このほか、数本の普通列車が設定されている。

- ノーンカーイ方面

特急1往復（夜行）、急行1往復（昼行）、快速1往復（夜行、ヴィエンチャン乗り入れ）
- 優等列車はすべて、ケンコーイ - ブワヤイ間においてバイパス線（後述）を経由する。
- ナコンラチャシーマー - ブワヤイ間を走行する旅客列車は普通4往復のみ。一方、バイパス線を走行する普通列車は2往復。

2023年のダイヤ改正により、東北本線の直通列車については全列車がクルンテープ・アピワット中央駅始発・終着となり、フアランポーン駅への乗り入れは終了した。ただし冬季の観光列車など、臨時列車についてはこの限りでない。ドンムアン駅付近より南側の区間については高架線経由に変更された。

## データ

### 路線データ
- 路線距離：
  - バーンパーチー - ケンコーイ - タノンチラ - ノーンカーイ 531.15 km
  - タノンチラ - ウボンラーチャターニー 308.82 km　※全区間単線
  - ケンコーイ - ブワヤイ 250.80 km　※全区間単線
  - ノーンカーイ - ヴィエンチャン 13.65 km ※全区間単線
- 複線区間：
  - バーンパーチー - マップカバオ 44.35 km
  - タノンチラ - コーンケン 183.47 km
- 単線区間（支線を除く）：
  - マップカバオ - タノンチラ 131.98 km　※複線化工事中（2021年現在）
  - コーンケン - ノーンカーイ 171.35 km　※複線化予定
- 軌間：1,000 mm
- 電化区間: なし（全線非電化）

### 信号・閉塞方式

#### 本線
- フアランポーン-バーンパーチー分岐駅間；自動信号(CTC) 3線並列 ※北本線と共用
- バーンパーチー分岐駅-マップカバオ間；自動信号(CTC) 2線並列
- マップカバオ-タノンチラ分岐駅間；自動信号(CTC) 単線
- タノンチラ分岐駅-コーンケン間；自動信号(CTC) 2線並列
- コーンケン-ナーター間；非自動閉塞（通票閉塞方式）
- ナーター-ノーンカーイ間；非自動閉塞（連査閉塞方式）

#### 支線
- タノンチラ分岐駅 - ウボンラーチャターニー間；非自動閉塞（通票閉塞方式）
- ケンコーイ分岐駅 - ブアヤイ分岐駅間（バイパス線）；非自動閉塞（連査閉塞方式）
- ノーンカーイ-ターナレーン間；自動信号(CTC)　[注釈 7]

#### 閉塞境界型の4等駅と信号取扱駅
当線では非自動閉塞区間において、最低でも場内信号機が設置されている信号取扱駅のほかに、場内信号機、出発信号機ともに設置されていない停車場が幾つか存在する。これらの駅は、通常は閉塞境界としてのみ機能しており、双方向の閉塞区間の取扱いと、これに伴う通票の管理を主な業務としているが、簡易的な列車交換設備も併設している。これらの駅で列車の交換が行われる場合は、上下各方向直近の上位駅である信号取扱駅の駅長同士で打ち合わせを行い、当該駅にて列車の交換が行われる旨が通知される。これと同時に、対象となる列車の機関士に予め当該駅で対向列車の離合が行われる旨が通知される。（通常は通票とともにキャリアーに連絡票が挿入され通知される）
離合が行われる場合には駅長が赤色・緑色の旗（日本におけるフライキと同様のもの）によって手信号を現示し、先着列車（通常は対向列車に対して下位等級の列車）を待避線に入線させ、その後後着列車（通常は対向列車に対して上位等級の列車）を駅手前で一旦停止させたのち、本線上に入線させ停車もしくは通過させることとなる。
このような閉塞境界型の停車場での列車交換は、法規上特例として認められているものではあるが、列車の遅延が常態化しているタイ国鉄においては、こうした対応が臨機応変に行われているのもまた実情である。

### 開業の歴史
- 1897年3月26日 【開業】 フアランポーン駅 - アユタヤ駅 (71.08 km)
- 1897年5月1日 【開業】アユタヤ駅 - ケンコーイ駅 (54.02 km）
- 1898年3月3日 【開業】ケンコーイ駅 - ムワックレック駅 (27.20 km)
- 1899年5月25日 【開業】ムワックレック駅 - パークチョン駅 (27.63 km)
- 1900年12月21日 【開業】パークチョン駅 - ナコンラチャシーマ駅 (83.72 km)
- 1922年5月1日 【開業】ナコンラチャシーマ駅 - ターチャーン駅 (21.75 km)
- 1925年4月1日 【開業】ターチャン駅 - ブリーラム駅 (90.62 km)
- 1926年5月1日 【開業】ブリーラム駅 - スリン駅 (43.73 km)
- 1927年5月1日 【開業】スリン駅 - フワイタップタン駅 (61.75 km)
- 1928年8月1日 【開業】フワイタップタン駅 - シーサケート駅 (33.59 km)
- 1929年5月1日 【開業】タノンチラ分岐駅 - ノーンスーン駅 (28.80 km)
- 1930年4月1日 【開業】シーサケート駅 - ウボンラーチャターニー駅 (60.01 km)
- 1932年5月1日 【開業】ノーンスーン駅 - ブワヤイ駅 (50.42 km)
- 1933年4月1日 【開業】ブワヤイ駅 - コーンケン駅 (104.25 km)
- 1941年6月24日 【開業】コーンケン駅 - ウドーンターニー駅 (119.09 km)
- 1955年9月13日 【開業】ウドーンターニー駅 - ナーター駅 (49.00 km)
- 1956年1月4日 【開業】ケンコーイ駅 - スラナーラーイ駅 (60.70 km)
- 1958年7月31日 【開業】ナーター駅 - 旧ノーンカーイ駅 (5.74 km)
- 1961年10月11日 【開業】スラナーラーイ駅 - ラムナーラーイ駅 (23.00 km)
- 1967年8月19日 【開業】ラムナーラーイ駅 - ブワヤイ駅 (167.10 km)
- 2009年3月5日 【開業】ノーンカーイ駅 - ターナレーン駅 (6.15 km)
- 2023年10月30日 【開業】ターナレーン駅 - ヴィエンチャン駅 (7.5 km)
- 2024年7月28日【開業】マップカバオ駅 - ムワックレック駅 (13.2 km)

## 区間
- タイ語版の東北本線 (タイ)の駅名一覧（タイ語版）に各駅の補足情報あり。

### バーンパーチー分岐駅　-　ノーンカーイ駅
2016年1月10日に、タノンチラ - コーンケン間の複線化工事着工式が行われ、2019年に完成した。
マップカバオ - タノンチラ 間の複線化事業が進行中。2021年末完成予定とされていたが用地確保の難航などを理由に遅延し、2025年3月現在も未完成となっている。
2024年7月28日、その一部（マップカバオ - ムワックレック 間、2つのトンネルを含む）が開業した。ただしトンネル内の空調管理が不十分で乗客の苦情が相次ぎ、経路変更は延期となった。
2024年12月18日以降の定期旅客列車は新線を経由するように変更されており、旧線区間のパーサデート駅は臨時観光列車のみ、ヒンラップ駅は貨物列車のみが停車する。
タイ政府はタイ国鉄に対し、複線化事業の未着工区間であるコーンケン - ノーンカーイの計画推進を急ぐよう命じていたが、2024年12月に工事契約が結ばれた。
- 下表の駅等級は2025年版の資料に従う[19]。他区間も同様。

| 駅 名                                                                     | 英語駅名              | 駅番号 | フアランポーン駅 からの距離 | 駅等級 | 電報略号 | 所 在 地                   | 所 在 地                         | 備 考                           |
| ------------------------------------------------------------------------- | --------------------- | ------ | --------------------------- | ------ | -------- | -------------------------- | -------------------------------- | ------------------------------- |
| バーンパーチー分岐駅                                                      | Ban Phachi Junction   | 1036   | 89.95km                     | 1等    | ภช.      | アユタヤ県                 | パーチー郡                       |                                 |
| ノンクアイ駅                                                              | Nong Kuai             | 2001   | 94.62km                     | 4等    | นก.      | アユタヤ県                 | パーチー郡                       |                                 |
| ノーンセーン駅                                                            | Nong Saeng            | 2002   | 98.04km                     | 3等    | นซ.      | サラブリー県               | ノーンセーン郡                   |                                 |
| ノンシダ駅                                                                | Nong Sida             | 2004   | 103.34km                    | 4等    | นด.      | サラブリー県               | ノーンセーン郡                   |                                 |
| バンポックペック駅                                                        | Ban Pokpaek           | 2005   | 107.15km                    | 3等    | ปป.      | サラブリー県               | ムアンサラブリー郡               |                                 |
| サラブリー駅                                                              | Saraburi              | 2007   | 113.26km                    | 1等    | ะร.      | サラブリー県               | ムアンサラブリー郡               |                                 |
| ノンブア駅                                                                | Nong Bua Junction     | 2009   | 119.24km                    | 3等    | นบ.      | サラブリー県               | ムアンサラブリー郡               |                                 |
| ケンコーイ駅                                                              | Kaeng Khoi Junction   | 2011   | 125.10km                    | 1等    | กค.      | サラブリー県               | ケンコーイ郡                     |                                 |
| タープクワン停車場                                                        | Thap Kwang            | 2081   | 131.24km                    | 停車場 | กว.      | サラブリー県               | ケンコーイ郡                     |                                 |
| マップカバオ駅                                                            | Map Kabao             | 2082   | 134.30km                    | 3等    | มบ.      | サラブリー県               | ケンコーイ郡                     |                                 |
| （新線のみ）パーサデットトンネル (5.41 km)・ヒンラップトンネル (0.265 km) |                       |        |                             |        |          | サラブリー県               | ケンコーイ郡                     |                                 |
| ▼これより旧線区間                                                         |                       |        |                             |        |          | サラブリー県               | ケンコーイ郡                     |                                 |
| パーサデット駅                                                            | Pha Sadet             | 2083   | 138.95km                    | 3等    | ผด.      | サラブリー県               | ケンコーイ郡                     | 臨時列車のみ停車 (2024年12月～) |
| ヒンラップ駅                                                              | Hin Lap               | 2084   | 144.29km                    | 2等    | หล.      | サラブリー県               | ムワックレック郡                 | 貨物列車のみ停車 (2024年12月～) |
| ▲ここまで旧線区間                                                         |                       |        |                             |        |          | サラブリー県               | ムワックレック郡                 |                                 |
| ムワックレック駅                                                          | Muak Lek              | 2086   | 152.30km                    | 2等    | มล.      | サラブリー県               | ムワックレック郡                 |                                 |
| クランドーン駅                                                            | Klang Dong            | 2088   | 160.03km                    | 3等    | าง.      | ナコーンラーチャシーマー県 | パークチョン郡                   |                                 |
| パンアソーク駅                                                            | Pang Asok             | 2089   | 165.19km                    | 3等    | โศ.      | ナコーンラーチャシーマー県 | パークチョン郡                   |                                 |
| バンダイマー駅                                                            | Bandai Ma             | 2091   | 173.64km                    | 3等    | ได.      | ナコーンラーチャシーマー県 | パークチョン郡                   |                                 |
| パークチョン駅                                                            | Pak Chong             | 2093   | 179.93km                    | 1等    | ปช.      | ナコーンラーチャシーマー県 | パークチョン郡                   |                                 |
| サップムアン駅                                                            | Sap Muang             | 2095   | 187.89km                    | 3等    | ซม.      | ナコーンラーチャシーマー県 | パークチョン郡                   |                                 |
| チャントゥーク駅                                                          | Chanthuk              | 2096   | 195.50km                    | 4等    | จท.      | ナコーンラーチャシーマー県 | パークチョン郡                   |                                 |
| クローンカーナンチット駅                                                  | Khlong Khanan Chit    | 2097   | 202.20km                    | 4等    | ขจ.      | ナコーンラーチャシーマー県 | パークチョン郡                   |                                 |
| クローンパイ駅                                                            | Khlong Phai           | 2100   | 206.21km                    | 3等    | คผ.      | ナコーンラーチャシーマー県 | シーキウ郡                       |                                 |
| ラーッブアカーオ駅                                                        | Lat Bua Khao          | 2101   | 209.41km                    | 4等    | ลข.      | ナコーンラーチャシーマー県 | シーキウ郡                       |                                 |
| バーンマイサムローン駅                                                    | Ban Mai Samrong       | 2102   | 214.90km                    | 4等    | สำ.      | ナコーンラーチャシーマー県 | シーキウ郡                       |                                 |
| ノーンナームクン駅                                                        | Nong Nam Khun         | 2103   | 218.27km                    | 4等    | ยข.      | ナコーンラーチャシーマー県 | シーキウ郡                       |                                 |
| シーキウ駅                                                                | Sikhiu                | 2105   | 223.79km                    | 2等    | สค.      | ナコーンラーチャシーマー県 | シーキウ郡                       |                                 |
| コークサアート停車場                                                      | Khok Sa-at            | 2106   | 228.99km                    | 停車場 | อา.      | ナコーンラーチャシーマー県 | シーキウ郡                       | 2020年8月14日無人化             |
| スーンヌン駅                                                              | Sung Noen             | 2107   | 233.87km                    | 3等    | สน..     | ナコーンラーチャシーマー県 | スーンヌン郡                     |                                 |
| クッチット駅                                                              | Kut Chik              | 2109   | 241.15km                    | 3等    | กจ.      | ナコーンラーチャシーマー県 | スーンヌン郡                     |                                 |
| コーククルアット駅                                                        | Khok Kruat            | 2111   | 249.94km                    | 4等    | คก.      | ナコーンラーチャシーマー県 | ムアンナコーンラーチャシーマー郡 |                                 |
| プーカオラット駅                                                          | Phu Khao Lat          | 2113   | 257.44km                    | 4等    | ขล.      | ナコーンラーチャシーマー県 | ムアンナコーンラーチャシーマー郡 |                                 |
| ナコンラチャシーマ駅                                                      | Nakhon Ratchasima     | 2114   | 263.65km                    | 1等    | รส.      | ナコーンラーチャシーマー県 | ムアンナコーンラーチャシーマー郡 |                                 |
| タノンチラ分岐駅                                                          | Thanon Chira Junction | 2115   | 266.28km                    | 1等    | จร.      | ナコーンラーチャシーマー県 | ムアンナコーンラーチャシーマー郡 |                                 |
| バーンコー駅                                                              | Ban Kho               | 2117   | 272.50km                    | 4等    | กะ.      | ナコーンラーチャシーマー県 | ムアンナコーンラーチャシーマー郡 |                                 |
| ノーンカイナム停車場                                                      | Nong Khai Nam         | 2119   | 282.92km                    | 停車場 | อข.      | ナコーンラーチャシーマー県 | ムアンナコーンラーチャシーマー郡 | 廃駅                            |
| バーンクラドン駅                                                          | Ban Kradon            | 2120   | 284.67km                    | 4等    | กโ.      | ナコーンラーチャシーマー県 | ムアンナコーンラーチャシーマー郡 |                                 |
| バーンノーンカンガー停車場                                                | Ban Nong Kan Nga      | 2291   | 288.12km                    | 停車場 | ก้.       | ナコーンラーチャシーマー県 | ムアンナコーンラーチャシーマー郡 |                                 |
| ヌンメーオ駅                                                              | Nung Maeo             | 2121   | 289.79km                    | 4等    | นง.      | ナコーンラーチャシーマー県 | ノーンスーン郡                   |                                 |
| ノーンスーン駅                                                            | Non Sung              | 2122   | 295.08km                    | 3等    | นโ.      | ナコーンラーチャシーマー県 | ノーンスーン郡                   |                                 |
| バーンドンプロン駅                                                        | Ban Dong Phlong       | 2124   | 302.19km                    | 4等    | ดพ.      | ナコーンラーチャシーマー県 | ノーンスーン郡                   |                                 |
| バンマッカ駅                                                              | Ban Makha             | 2126   | 308.20km                    | 4等    | มค.      | ナコーンラーチャシーマー県 | ノーンスーン郡                   |                                 |
| ノーントゥアパープ停車場                                                  | Noen Thua Paep        | 2127   | 311.38km                    | 停車場 | ถป.      | ナコーンラーチャシーマー県 | ノーンスーン郡                   |                                 |
| ポンソンクラー駅                                                          | Phon Songkhram        | 2128   | 315.65km                    | 4等    | พค.      | ナコーンラーチャシーマー県 | ノーンスーン郡                   |                                 |
| バーンドンヤーイ駅                                                        | Ban Don Yai           | 2129   | 320.35km                    | 4等    | ดญ.      | ナコーンラーチャシーマー県 | コン郡                           |                                 |
| ムアンコン駅                                                              | Muang Khong           | 2131   | 326.80km                    | 3等    | งค.      | ナコーンラーチャシーマー県 | コン郡                           |                                 |
| バーンライ停車場                                                          | Ban Rai               | 2132   | 333.67km                    | 停車場 | นไ.      | ナコーンラーチャシーマー県 | コン郡                           |                                 |
| ノントーンラン駅                                                          | Non Thong Lang        | 2133   | 335.71km                    | 4等    | นท.      | ナコーンラーチャシーマー県 | ブワヤイ郡                       |                                 |
| フワイラハット停車場                                                      | Huai Rahat            | 2135   | 342.50km                    | 停車場 | ยร.      | ナコーンラーチャシーマー県 | ブワヤイ郡                       |                                 |
| ブワヤイ分岐駅                                                            | Bua Yai Junction      | 2136   | 345.50km                    | 1等    | วญ.      | ナコーンラーチャシーマー県 | ブワヤイ郡                       |                                 |
| ノーンサワート停車場                                                      | Noen Sawat            | 2137   | 351.20km                    | 停車場 | เว.      | ナコーンラーチャシーマー県 | ブワヤイ郡                       | 1960年1月25日開業               |
| ノーンブアラーイ駅                                                        | Nong Bua Lai          | 2139   | 357.36km                    | 3等    | งบ.      | ナコーンラーチャシーマー県 | ブワヤイ郡                       |                                 |
| サラディーン停車場                                                        | Sa La Din             | 2140   | 362.43km                    | 停車場 | ดิ.       | ナコーンラーチャシーマー県 | ブワヤイ郡                       |                                 |
| ノーンマクア駅                                                            | Nong Makhuea          | 2142   | 370.04km                    | 4等    | งอ.      | コーンケン県               | ポン郡                           |                                 |
| ムアンポン駅                                                              | Muang Phon            | 2144   | 377.66km                    | 2等    | อล.      | コーンケン県               | ポン郡                           |                                 |
| チョットノーンケー駅                                                      | Chot Nong Kae         |        |                             |        |          | コーンケン県               | ポン郡                           | 廃駅                            |
| バンハーン駅                                                              | Ban Han               | 2149   | 396.82km                    | 4等    | าห.      | コーンケン県               | ノーンシラー郡                   |                                 |
| バーンパイ駅                                                              | Ban Phai              | 2152   | 407.72km                    | 2等    | บผ.      | コーンケン県               | バーンパイ郡                     | 支線建設中                      |
| バーンヘート駅                                                            | Ban Haet              | 2156   | 423.60km                    | 4等    | ฮด.      | コーンケン県               | バーンヘート郡                   |                                 |
| ノーンメック停車場                                                        | Nong Mek              | 2158   | 431.59km                    | 停車場 | งม.      | コーンケン県               | バーンヘート郡                   |                                 |
| タープラ駅                                                                | Tha Phra              | 2160   | 439.81km                    | 3等    | พะ.      | コーンケン県               | ムアンコーンケン郡               |                                 |
| クットクワン停車場                                                        | Kut Kwang             | 2161   | 444.06km                    | 停車場 | ดก.      | コーンケン県               | ムアンコーンケン郡               |                                 |
| コーンケン駅                                                              | Khon Kaen             | 2163   | 449.75km                    | 1等    | ขอ.      | コーンケン県               | ムアンコーンケン郡               |                                 |
| サムラーン駅                                                              | Samran                | 2166   | 460.71km                    | 4等    | าญ.      | コーンケン県               | ムアンコーンケン郡               |                                 |
| フワイハイ駅                                                              | Huai Hai              |        |                             |        |          | コーンケン県               | ムアンコーンケン郡               | 廃駅                            |
| ノンパヨム駅                                                              | Non Phayom            | 2170   | 474.93km                    | 3等    | พอ.      | コーンケン県               | ナムポーン郡                     |                                 |
| バーンワンチャイ停車場                                                    | Ban Wang Chai         | 2171   | 480.45km                    | 停車場 | วช.      | コーンケン県               | ナムポーン郡                     |                                 |
| ナムポーン駅                                                              | Nam Phong             | 2172   | 484.21km                    | 2等    | อง.      | コーンケン県               | ナムポーン郡                     |                                 |
| フワイシエオ駅                                                            | Huai Sieo             | 2174   | 489.95km                    | 4等    | ยว.      | コーンケン県               | ナムポーン郡                     |                                 |
| カオスワンクワーン駅                                                      | Khao Suan Kwang       | 2177   | 500.51km                    | 3等    | สง.      | コーンケン県               | カオスワンクワーン郡             |                                 |
| ノーンサアート駅                                                          | Non Sa-at             | 2181   | 514.45km                    | 3等    | โอ.      | ウドーンターニー県         | ノーンサアート郡                 |                                 |
| フワイケーン駅                                                            | Huai Koeng            | 2183   | 523.40km                    | 3等    | ยก.      | ウドーンターニー県         | クムパワーピー郡                 |                                 |
| クムパワーピー駅                                                          | Kumphawapi            | 2186   | 532.50km                    | 2等    | วป.      | ウドーンターニー県         | クムパワーピー郡                 |                                 |
| フワイサムパット駅                                                        | Huai Sam Phat         | 2188   | 542.75km                    | 4等    | หพ.      | ウドーンターニー県         | クムパワーピー郡                 |                                 |
| ノーンタカイ駅                                                            | Nong Takai            | 2190   | 550.65km                    | 3等    | งต.      | ウドーンターニー県         | ムアンウドーンターニー郡         |                                 |
| カムクリン停車場                                                          | Kham Kling            | 2193   | 562.05km                    | 停車場 | ลค.      | ウドーンターニー県         | ムアンウドーンターニー郡         |                                 |
| ノーンコーンクワン駅                                                      | Nong Khon Kwang       | 2194   | 565.40km                    | 3等    | ออ.      | ウドーンターニー県         | ムアンウドーンターニー郡         |                                 |
| ウドーンターニー駅                                                        | Udon Thani            | 2195   | 568.84km                    | 1等    | รด.      | ウドーンターニー県         | ムアンウドーンターニー郡         |                                 |
| ノーントゥム停車場                                                        | Nong Tum              | 2197   | 575.75km                    | 停車場 | ตู.       | ウドーンターニー県         | ムアンウドーンターニー郡         | 廃駅                            |
| バーンカオ停車場                                                          | Ban Khao              |        | 585.00km                    | 停車場 |          | ウドーンターニー県         | ムアンウドーンターニー郡         | 廃駅                            |
| ナープー駅                                                                | Na Phu                | 2201   | 593.00km                    | 4等    | ภู.       | ウドーンターニー県         | ペン郡                           | 2015年3月16日有人化             |
| コックチャーン停車場                                                      | Khok Chang            | 2202   | 598.10km                    | 停車場 | งช.      | ノーンカーイ県             | サクライ郡                       | 廃駅                            |
| ノーンブアゴーン停車場                                                    | Nong Bua Ngoen        | 2203   | 602.00km                    | 停車場 | เง.      | ノーンカーイ県             | サクライ郡                       | 廃駅                            |
| ノーンソーンホーン停車場                                                  | Nong Song Hong        |        | 611.00km                    | 停車場 |          | ノーンカーイ県             | ムアンノーンカーイ郡             | 廃駅                            |
| ナーター駅                                                                | Na Tha                | 2207   | 617.84km                    | 4等    | ยน.      | ノーンカーイ県             | ムアンノーンカーイ郡             |                                 |
| ノーンカーイ駅                                                            | Nong Khai             | 2209   | 621.10km                    | 1等    | นค.      | ノーンカーイ県             | ムアンノーンカーイ郡             | 2000年5月28日開業               |

### タノンチラ分岐駅　-　ウボンラーチャターニー駅
| 駅 名                        | 英語駅名              | 駅番号 | フアランポーン駅 からの距離 | 駅等級 | 電報略号 | 所 在 地                   | 所 在 地                         | 備 考                                               |
| ---------------------------- | --------------------- | ------ | --------------------------- | ------ | -------- | -------------------------- | -------------------------------- | --------------------------------------------------- |
| タノンチラ分岐駅             | Thanon Chira Junction | 2115   | 266.28km                    | 1等    | จร.      | ナコーンラーチャシーマー県 | ムアンナコーンラーチャシーマー郡 |                                                     |
| バーンパライ停車場           | Ban Phalai            | 2210   | 271.59km                    | 停車場 | พไ.      | ナコーンラーチャシーマー県 | ムアンナコーンラーチャシーマー郡 |                                                     |
| バーンパナオ駅               | Ban Phanao            | 2211   | 276.35km                    | 3等    | พเ.      | ナコーンラーチャシーマー県 | ムアンナコーンラーチャシーマー郡 |                                                     |
| バーンプラプット停車場       | Ban Phra Phut         | 2212   | 280.10km                    | 停車場 | าท.      | ナコーンラーチャシーマー県 | チャルームプラキアット郡         |                                                     |
| ターチャーン駅               | Tha Chang             | 2213   | 285.40km                    | 3等    | ชา.      | ナコーンラーチャシーマー県 | チャルームプラキアット郡         |                                                     |
| ノーンマノーロム駅           | Nong Manorom          | 2215   | 293.26km                    | 4等    | มโ.      | ナコーンラーチャシーマー県 | チャッカラート郡                 |                                                     |
| チャッカラート駅             | Chakkarat             | 2217   | 300.15km                    | 2等    | จช.      | ナコーンラーチャシーマー県 | チャッカラート郡                 |                                                     |
| バーンヒンコーン駅           | Ban Hin Khon          | 2220   | 309.75km                    | 4等    | หโ.      | ナコーンラーチャシーマー県 | チャッカラート郡                 |                                                     |
| ヒンダット駅                 | Hin Dat               | 2222   | 316.90km                    | 3等    | ดา.      | ナコーンラーチャシーマー県 | フワイタレーン郡                 |                                                     |
| フワイタレーン駅             | Huai Thalaeng         | 2224   | 325.65km                    | 2等    | ถล.      | ナコーンラーチャシーマー県 | フワイタレーン郡                 |                                                     |
| ノーンカティン駅             | Nong Krathing         | 2227   | 337.50km                    | 4等    | ทง.      | ナコーンラーチャシーマー県 | フワイタレーン郡                 |                                                     |
| ラムプラーイマート駅         | Lam Plai Mat          | 2229   | 345.70km                    | 2等    | ลำ.      | ブリーラム県               | ラムプラーイマート郡             |                                                     |
| タメンチャイ駅               | Thamen Chai           | 2231   | 354.85km                    | 3等    | มช.      | ブリーラム県               | ラムプラーイマート郡             |                                                     |
| バーンサレーンパン駅         | Ban Salaeng Phan      | 2233   | 363.30km                    | 4等    | งพ.      | ブリーラム県               | ラムプラーイマート郡             |                                                     |
| バーンノーンタート駅         | Ban Nong Tat          | 2234   | 366.50km                    | 4等    | ตา.      | ブリーラム県               | ムアンブリーラム郡               |                                                     |
| ブリーラム駅                 | Buri Ram              | 2236   | 376.02km                    | 1等    | รย.      | ブリーラム県               | ムアンブリーラム郡               |                                                     |
| バーンタコー停車場           | Ban Tako              | 2237   | 380.35km                    | 停車場 | ตโ.      | ブリーラム県               | ムアンブリーラム郡               |                                                     |
| フワイラート駅               | Huai Rat              | 2239   | 385.51km                    | 2等    | หร.      | ブリーラム県               | フワイラート郡                   |                                                     |
| クラサン駅                   | Krasang               | 2243   | 398.65km                    | 2等    | ะส.      | ブリーラム県               | クラサン郡                       |                                                     |
| ノーンテン駅                 | Nong Teng             | 2244   | 405.50km                    | 4等    | เต.      | ブリーラム県               | クラサン郡                       |                                                     |
| ラムチー駅                   | Lam Chi               | 2246   | 412.00km                    | 3等    | ลช.      | スリン県                   | ムアンスリン郡                   |                                                     |
| スリン駅                     | Surin                 | 2248   | 419.75km                    | 1等    | สร.      | スリン県                   | ムアンスリン郡                   |                                                     |
| ブルシー駅                   | Bu Rusi               | 2250   | 428.60km                    | 4等    | บุ.       | スリン県                   | ムアンスリン郡                   |                                                     |
| ムアンティー駅               | Mueang Thi            | 2252   | 437.16km                    | 4等    | อท.      | スリン県                   | ムアンスリン郡                   |                                                     |
| カドンコー駅                 | Kadon Kho             | 2254   | 445.50km                    | 4等    | ดค.      | スリン県                   | シーコーラプーム郡               |                                                     |
| シーコーラプーム駅           | Sri Kho Raphum        | 2256   | 452.39km                    | 2等    | รภ.      | スリン県                   | シーコーラプーム郡               |                                                     |
| バーンカラン駅               | Ban Kalan             | 2258   | 460.25km                    | 4等    | ลน.      | スリン県                   | シーコーラプーム郡               |                                                     |
| サムローンタープ駅           | Samrong Thap          | 2261   | 471.00km                    | 2等    | สบ.      | スリン県                   | サムローンタープ郡               |                                                     |
| フワイタップタン駅           | Huai Thap Than        | 2264   | 481.50km                    | 3等    | ทท.      | シーサケート県             | フワイタップタン郡               |                                                     |
| ノーンケーン停車場           | Nong Khaen            | 2266   | 489.04km                    | 停車場 | หค.      | シーサケート県             | フワイタップタン郡               |                                                     |
| ウトゥムポーンピサイ駅       | Uthomphon Phisai      | 2267   | 494.45km                    | 2等    | อุ.       | シーサケート県             | ウトゥムポーンピサイ郡           |                                                     |
| バーンテー停車場             | Ban Tae               | 2268   | 498.27km                    | 停車場 | แต.      | シーサケート県             | ウトゥムポーンピサイ郡           |                                                     |
| バーンニエム駅               | Ban Niam              | 2270   | 504.00km                    | 4等    | นเ.      | シーサケート県             | ウトゥムポーンピサイ郡           |                                                     |
| シーサケート駅               | Sri Sa Ket            | 2273   | 515.09km                    | 1等    | เก.      | シーサケート県             | ムアンシーサケート郡             |                                                     |
| チャルームカンチャナー停車場 | Chalerm kanchana      | 2275   | 520.18km                    | 停車場 | ฉก.      | シーサケート県             | ムアンシーサケート郡             | チャルームカンチャナー大学付近 開業日 2013年6月17日 |
| ノーンウェーン駅             | Nong Waeng            | 2277   | 527.19km                    | 4等    | อว.      | シーサケート県             | ムアンシーサケート郡             |                                                     |
| バーンクロー駅               | Ban Khlo              | 2279   | 534.20km                    | 4等    | าค.      | シーサケート県             | カンタラーロム郡                 |                                                     |
| カンタラーロム駅             | Kanthararom           | 2281   | 542.18km                    | 2等    | าร.      | シーサケート県             | カンタラーロム郡                 |                                                     |
| バーンノーンプン停車場       | Ban Non Phung         | 2283   | 546.86km                    | 停車場 | นผ.      | シーサケート県             | カンタラーロム郡                 |                                                     |
| フワイカユン駅               | Huai Khayung          | 2285   | 553.99km                    | 3等    | ขย.      | ウボンラーチャターニー県   | ワーリンチャムラープ郡           |                                                     |
| バーントン停車場             | Ban Thon              | 2286   | 557.70km                    | 停車場 | บถ.      | ウボンラーチャターニー県   | ワーリンチャムラープ郡           |                                                     |
| ブンワーイ駅                 | Bung Wai              | 2288   | 566.20km                    | 4等    | งห.      | ウボンラーチャターニー県   | ワーリンチャムラープ郡           |                                                     |
| バンポームン駅               | Ban Pho Mun           |        | 573.50km                    |        |          | ウボンラーチャターニー県   | ワーリンチャムラープ郡           | 廃駅                                                |
| ウボンラーチャターニー駅     | Ubon Ratchathani      | 2290   | 575.10km                    | 1等    | อน.      | ウボンラーチャターニー県   | ワーリンチャムラープ郡           |                                                     |

### ケンコーイ分岐駅 - ブワヤイ駅（バイパス線）
長年に渡り全線（ケンコーイ分岐駅 - ブワヤイ駅）で施工されて来た線路補修工事が完成し、2015年7月1日より運行速度の向上が図られたダイヤに変更した。
一部区間はダム湖の水上に建設されており、この区間を主眼としたバンコクとパーサック・チョンラシットダム停車場を直通する不定期観光列車が2019年11月より設定され、以降も貯水量の豊富な冬季に運転されている。
| 駅 名                                                       | 英語駅名                                                    | 駅番号                                                      | フアランポーン駅 からの距離 | 駅等級                | 電報略号              | 所 在 地                   | 所 在 地           | 備 考 |
| ----------------------------------------------------------- | ----------------------------------------------------------- | ----------------------------------------------------------- | --------------------------- | --------------------- | --------------------- | -------------------------- | ------------------ | ----- |
| ケンコーイ分岐駅                                            | Kaeng Khoi Junction                                         | 2011                                                        | 125.10km                    | 1等                   | กค.                   | サラブリー県               | ケンコーイ郡       |       |
| バーンチョンターイ駅                                        | Ban Chong Tai                                               | 2012                                                        | 128.80km                    | 3等                   | ชต.                   | サラブリー県               | ケンコーイ郡       |       |
| カーオコック停車場                                          | Khao Khok                                                   | 2013                                                        | 134.37km                    | 停車場                | ขก.                   | サラブリー県               | ケンコーイ郡       |       |
| カーオヒンダット停車場                                      | Khao Hin Dat                                                | 2015                                                        | 141.85km                    | 停車場                | ดด.                   | サラブリー県               | ケンコーイ郡       |       |
| ヒンソン駅                                                  | Hin Son                                                     | 2017                                                        | 147.90km                    | 4等                   | หซ.                   | サラブリー県               | ケンコーイ郡       |       |
| カーオスーン停車場                                          | Khao Sung                                                   | 2018                                                        | 152.30km                    | 停車場                | ขส.                   | サラブリー県               | ケンコーイ郡       |       |
| ケーンスーテン駅                                            | Kaeng Suea Ten                                              | 2020                                                        | 159.65km                    | 4等                   | แส.                   | ロッブリー県               | パッタナーニコム郡 |       |
| パーサック・チョンラシットダム停車場                        | Pa Sak Jolasid Dam                                          | 2301                                                        | 162.38km                    | 停車場                | ขธ.                   | ロッブリー県               | パッタナーニコム郡 |       |
| コックサルーン駅                                            | Khok Salung                                                 | 2024                                                        | 176.55km                    | 4等                   | คุ.                    | ロッブリー県               | パッタナーニコム郡 |       |
| スラナーラーイ駅                                            | Suranarai                                                   | 2026                                                        | 185.80km                    | 4等                   | ะน.                   | ロッブリー県               | チャイバーダーン郡 |       |
| カーオオヤイカタ停車場                                      | Khao Yai Ka Ta                                              | 2030                                                        | 198.95km                    | 停車場                | เย.                   | ロッブリー県               | チャイバーダーン郡 |       |
| タラートナムナラーイ停車場                                  | Talat Nam Narai                                             | 2032                                                        | 207.38km                    | 停車場                | รน.                   | ロッブリー県               | チャイバーダーン郡 |       |
| ラムナーラーイ駅                                            | Lam Narai                                                   | 2033                                                        | 208.80km                    | 3等                   | ลา.                   | ロッブリー県               | チャイバーダーン郡 |       |
| バーンコーエアン停車場                                      | Ban Ko Rang                                                 | 2036                                                        | 220.35km                    | 停車場                | รง.                   | ロッブリー県               | チャイバーダーン郡 |       |
| ペーンディントーン駅                                        | Phaendin Thong                                              | 2038                                                        | 226.45km                    | 4等                   | แง.                   | ロッブリー県               | チャイバーダーン郡 |       |
| バーンチョンコー停車場                                      | Ban Chongko                                                 | 2040                                                        | 236.65km                    | 停車場                | จโ.                   | ロッブリー県               | ラムソンティ郡     |       |
| コーククリー駅                                              | Khok Khli                                                   | 2042                                                        | 240.87km                    | 3等                   | คี.                    | ロッブリー県               | ラムソンティ郡     |       |
| カオパンホーイトンネル（全長 230.60m）248.80km-249.03km地点 | カオパンホーイトンネル（全長 230.60m）248.80km-249.03km地点 | カオパンホーイトンネル（全長 230.60m）248.80km-249.03km地点 | 248.80km-249.03km地点       | 248.80km-249.03km地点 | 248.80km-249.03km地点 |                            |                    |       |
| チョンサムラーン駅                                          | Chong Samran                                                | 2045                                                        | 250.64km                    | 3等                   | อช.                   | チャイヤプーム県           | テープサティット郡 |       |
| バーンワタバック駅                                          | Ban Wa Tabaek (Thep Sa Thit)                                | 2049                                                        | 263.14km                    | 3等                   | แบ.                   | チャイヤプーム県           | テープサティット郡 |       |
| フワイヤイチウ駅                                            | Huai Yai Chiu                                               | 2052                                                        | 273.13km                    | 3等                   | จย.                   | チャイヤプーム県           | テープサティット郡 |       |
| バーンパクチャップ停車場                                    | Ban Pak Chap                                                | 2054                                                        | 279.97km                    | 停車場                | จบ.                   | チャイヤプーム県           | バムネットナロン郡 |       |
| バムネットナロン駅                                          | Bamnet Narong                                               | 2057                                                        | 290.53km                    | 2等                   | าจ.                   | チャイヤプーム県           | バムネットナロン郡 |       |
| バーンクローイ停車場                                        | Ban Kloy                                                    | 2058                                                        | 293.25km                    | 停車場                | ย้.                    | チャイヤプーム県           | バムネットナロン郡 |       |
| ワーンカアム停車場                                          | Wang Ka-am                                                  | 2059                                                        | 297.30km                    | 停車場                | วอ.                   | チャイヤプーム県           | バムネットナロン郡 |       |
| ノンクロー停車場                                            | Non Khlo                                                    | 2060                                                        | 302.10km                    | 停車場                | น้.                    | チャイヤプーム県           | チャットゥラット郡 |       |
| チャットゥラート駅                                          | Chatturat                                                   | 2062                                                        | 310.19km                    | 2等                   | จต.                   | チャイヤプーム県           | チャットゥラット郡 |       |
| ノーンチム駅                                                | Nong Chim                                                   | 2066                                                        | 322.85km                    | 4等                   | ฉม.                   | チャイヤプーム県           | ヌーンサガー郡     |       |
| バーンタノァーン停車場                                      | Ban Ta Noen                                                 | 2068                                                        | 330.15km                    | 停車場                | บต.                   | チャイヤプーム県           | ヌーンサガー郡     |       |
| バーンノーンカーム停車場                                    | Ban Nong Kham                                               | 2069                                                        | 334.05km                    | 停車場                | บ้.                    | チャイヤプーム県           | ヌーンサガー郡     |       |
| バーンルアム駅                                              | Ban Lueam                                                   | 2072                                                        | 341.18km                    | 3等                   | นเ.                   | ナコーンラーチャシーマー県 | バーンルアム郡     |       |
| バーンコッククラバン停車場                                  | Ban Khok Krabuang                                           | 2073                                                        | 346.16km                    | 停車場                | ะอ.                   | ナコーンラーチャシーマー県 | バーンルアム郡     |       |
| バーンノンプルーポーン停車場                                | Ban Nong Pru Pong                                           | 2075                                                        | 351.83km                    | 停車場                | นป.                   | ナコーンラーチャシーマー県 | バーンルアム郡     |       |
| ノーンプルァーン駅                                          | Nong Phluang                                                | 2076                                                        | 355.19km                    | 4等                   | งว.                   | ナコーンラーチャシーマー県 | ブワヤイ郡         |       |
| バーンクラピー停車場                                        | Ban Kraphi                                                  | 2303                                                        | 358.20km                    | 停車場                | พี.                    | ナコーンラーチャシーマー県 | ブワヤイ郡         |       |
| バーンカオニオ停車場                                        | Ban Kao Ngiu                                                | 2077                                                        | 360.17km                    | 停車場                | งิ.                    | ナコーンラーチャシーマー県 | ブワヤイ郡         |       |
| バーンサクロック停車場                                      | Ban Sa Khlok                                                | 2078                                                        | 362.14km                    | 停車場                | ะค.                   | ナコーンラーチャシーマー県 | ブワヤイ郡         |       |
| バーンソックラーン停車場                                    | Ban Sok Rang                                                | 2079                                                        | 366.50km                    | 停車場                | บั.                    | ナコーンラーチャシーマー県 | ブワヤイ郡         |       |
| ブワヤイ駅                                                  | Bua Yai Junction                                            | 2136                                                        | 375.90km                    | 1等                   | วญ.                   | ナコーンラーチャシーマー県 | ブワヤイ郡         |       |

### ラオス・タイ鉄道
2009年3月5日、ノーンカーイ駅よりラオス人民民主共和国のターナレーン駅間(6.15km)が開業した。2019年8月1日より、貨物列車の運行が開始された。2023年10月30日、ヴィエンチャン駅まで延伸工事が完成し、2024年7月19日より旅客列車の営業運転を開始した。
ターナレーン - ヴィエンチャン間には貨物駅、ターナレーン・ドライポートが設置されており、ここで軌間の異なるラオス中国鉄道との間で貨物の積み替えが行われている。
| 駅 名                  | 英語駅名               | 駅番号                 | フアランポーン駅 からの距離 | 駅等級            | 電報略号          | 所 在 地          | 所 在 地               | 備 考              |
| ---------------------- | ---------------------- | ---------------------- | --------------------------- | ----------------- | ----------------- | ----------------- | ---------------------- | ------------------ |
| ノーンカーイ駅         | Nong Khai              | 2209                   | 621.10km                    | 1等               | นค.               | ノーンカーイ県    | ムアンノーンカーイ郡   |                    |
| （タイ＝ラオス友好橋） | （タイ＝ラオス友好橋） | （タイ＝ラオス友好橋） | 623.756km                   | タイ / ラオス国境 | タイ / ラオス国境 | タイ / ラオス国境 | タイ / ラオス国境      |                    |
| ターナレーン駅         | Thanaleng              | 7201                   | 627.25km                    |                   | ลล.               | ヴィエンチャン都  | ハートサーイフォング郡 | 2009年3月5日開業   |
| ヴィエンチャン駅       | Vientiane (Khamsavath) |                        | 634.75km                    |                   |                   | ヴィエンチャン都  | サイセター郡           | 2023年10月30日開業 |

### ノーンカーイ駅　-　タラットノーンカーイ駅（廃止）
| 駅 名                      | 英語駅名        | 駅番号 | フアランポーン駅 からの距離 | 駅等級 | 電報略号 | 所 在 地       | 所 在 地             | 備 考 |
| -------------------------- | --------------- | ------ | --------------------------- | ------ | -------- | -------------- | -------------------- | ----- |
| ノーンカーイ駅             | Nong Khai       | 2208   | 621.10km                    | 1等    | นค.      | ノーンカーイ県 | ムアンノーンカーイ郡 |       |
| タラットノーンカーイ停車場 | Talat Nong Khai | 2305   | 623.58km                    | 停車場 | ตง.      | ノーンカーイ県 | ムアンノーンカーイ郡 | 廃駅  |